# Cypseloides senex
Cypseloides senex là một loài chim trong họ Apodidae.

## Hình ảnh

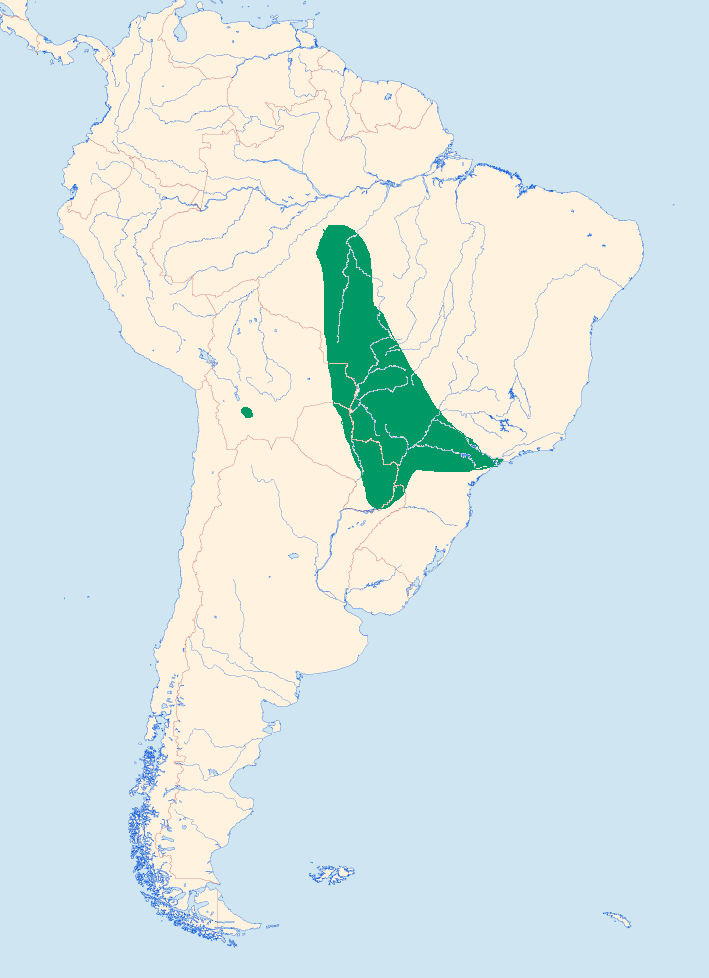
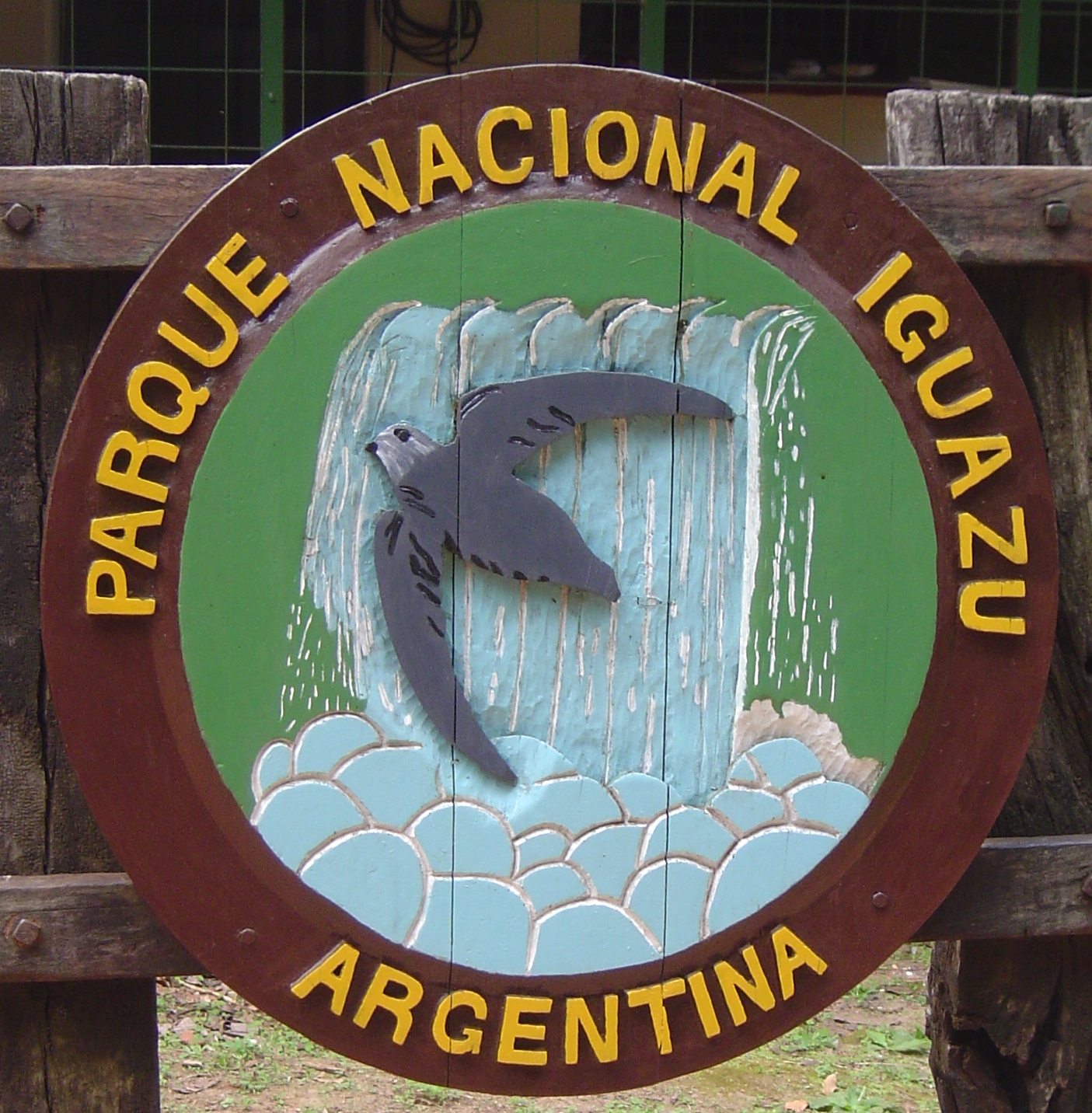